# Luchthaven Kiến An
De Luchthaven Kiến An is een militair vliegveld, gelegen in phường Ngọc Sơn, onderdeel van quận Kiến An in de stad Hải Phòng. De luchthaven is een reservevliegveld van Internationale Luchthaven Cát Bi, dat ongeveer twaalf kilometer ten oosten ligt van Luchthaven Kiến An. De start- en landingsbaan is 2.400 meter lang en is van beton.